# Jolande Sap
Johanna Catharina Maria (Jolande) Sap (ur. 22 maja 1963 w Venlo) – holenderska polityk, posłanka do Tweede Kamer, w latach 2010–2012 lider Zielonej Lewicy (GroenLinks).

## Życiorys
W latach 1981–1989 studiowała ekonomię polityczną i filozofię na Uniwersytecie w Tilburgu. Do 1992 była pracownikiem naukowym Uniwersytetu Amsterdamskiego, następnie do 1996 zatrudniona w Emancipatieraad, rządowej radzie do spraw emancypacji. W latach 90. była organizatorką dwóch feministycznych konferencji Out of the Margin. Od 1996 do 2003 pracowała jako konsultantka w ministerstwie spraw społecznych i zatrudnienia, po czym do 2008 zarządzała instytutem LEEFtijd, zajmującym się kwestiami demografii.
W 1993 dołączyła do Zielonej Lewicy. W 2008 objęła mandat posłanki do Tweede Kamer. Do niższej izby Stanów Generalnych była następnie wybierana w wyborach w 2010 i 2012. W grudniu 2010 zastąpiła Femke Halsemę na stanowisku przewodniczącej frakcji poselskiej GroenLinks, stając się jednocześnie liderem politycznym partii. Ustąpiła z tej funkcji w październiku 2012, po słabym wyniku wyborczym Zielonej Lewicy, która utraciła 6 z 10 miejsc w Tweede Kamer. W tym samym miesiącu Jolande Sap zrezygnowała również z mandatu poselskiego.
W 2013 została przewodniczącą instytucji NPHF Federatie voor Gezondheid, a w 2014 przewodniczącą rady Fairfood International.